# Котомыш
Котомыш — посёлок в Красновишерском районе Пермского края. Входит в состав Усть-Язьвинского сельского поселения.

## Географическое положение
Расположен на левом берегу реки Язьва, примерно в 25 км к юго-востоку от центра поселения, посёлка Усть-Язьва, и в 32 км к юго-западу от районного центра, города Красновишерск.

## Население
| 2010 |
| ---- |
| 5    |

## Улицы[2]
- Береговая ул.
- Клубная ул.
- Красноборская ул.
- Центральная ул.

## Топографические карты
- Лист карты P-40-137,138 Курган. Масштаб: 1 : 100 000. Состояние местности на 1982 год. Издание 1988 г.